# Nicholas Vogel
Nicholas Vogel (San Diego, 5 febbraio 1990) è un ex pallavolista statunitense.
Giocava nel ruolo di centrale e opposto.

## Carriera
La carriera di Nicholas Vogel inizia a livello scolastico, giocando per le squadre dei due licei che frequenta. Gioca poi dalla stagione 2009 alla stagione 2012 per la University of California, Los Angeles nella NCAA Division I; pur senza riuscire a vincere alcun titolo, nel 2011 viene comunque convocato per la prima volta nella nazionale statunitense, con la quale debutta in occasione dei XVI Giochi panamericani, chiusi in quinta posizione.
Nella stagione 2012-13 inizia la carriera professionistica, giocando col Panathinaikos Athlitikos Omilos nella A1 League greca, risultando il miglior attaccante del torneo. Nella stagione successiva gioca nella 1. Bundesliga tedesca col Turnverein Bühl Volleyball. Nell'annata 2014-15 resta in Germania, ingaggiato però dal Verein für Bewegungsspiele Friedrichshafen, con cui vince il campionato e la Coppa di Germania; al termine delle competizioni annuncia il proprio ritiro a causa di alcuni problemi cardiaci.

## Palmarès

### Club
- Campionato tedesco: 1

2014-15
- Coppa di Germania: 1

2014-15

### Premi individuali
- 2013 - A1 League greca: Miglior attaccante